# Fukusaki
Fukusaki (jap. 福崎町 Fukusaki-chō) – miasto w Japonii, na wyspie Honsiu, w prefekturze Hyōgo. Według danych na rok 2020 miejscowość zamieszkiwało 19 377 mieszkańców , a gęstość zaludnienia wyniosła 423,2 os./km².